# 大魔神 (電影)
《大魔神》（大魔神）是1966年4月17日日本上映的時代劇與特攝片（奇幻電影），大魔神系列第一集。

## 製作過程
這部「大魔神系列」是大映特別企畫所製作的特攝片。原因是日本五大電影公司之一—東寶株式會社，由「特攝之神」圓谷英二拍攝了像「哥吉拉系列電影」等多樣的特攝片。
於是大映社長永田雅一開始進行電影的製作工作，製作屬於大映公司的特攝片，在「大映京都攝影所」拍攝而成，製作費預算約一億日圓，同年也製作了可以和「哥吉拉」相提並論的怪獸偶像—「卡美拉」。
本片的特攝導演黑田義之，原本就在圓谷製作旗下工作，因而得到了不少的新技術，特別來擔任這次的電影特效導演。配樂也特別請了配樂哥吉拉電影的伊福部昭過來。為了此片的整體美感，公司花了30萬日圓進行特效合成，工作進行20天才算大功告成，製作工程可說是相當浩大。
飾演大魔神這個角色的演員，為前棒球選手橋本力，是由黑田義之特別邀請前來拍攝的，劇組在京都沓掛的採石場進行拍攝，開鏡日為當年的2月3日、殺青日4月10日，拍攝期3個月。

## 演員
- 花房忠文：青山良彥
- 花房小笹：高田美和
- 猿丸小源太：藤卷潤
- 花房忠文（少年）：二宮秀樹
- 大館左馬之助：五味龍太郎
- 花房忠清：島田龍三
- 犬上軍十郎：遠藤辰雄
- 信夫：月宮於登女
- 中馬逸平：伊達三郎
- 竹坊：出口靜宏
- 吾作：尾上榮五郎
- 原田孫十郎：黑木英男
- 小郡主水：伴勇太郎
- 梶浦有助：杉山昌三九
- 元木半藏/大魔神：橋本力

## 製作工作人員
- 監製：永田雅一
- 企劃 :奥田久司
- 導演：安田公義
- 特技導演：黑田義之
- 編劇：吉田哲郎
- 攝影：森田富士郎（本編/特攝）
- 攝影助手：田中省三
- 美術：内藤昭
- 照明：美間博
- 音響效果：倉嶋暢
- 音樂：伊福部昭
- 剪輯/場記：山田弘
- 錄音：林土太郎
- 副導演：西澤鋭治
- 效果合成:田中貞造
- 合成作畫:渡邊善夫
- 武術指導：楠本榮一
- 魔神造形：高山良策
- 製作主任：田邊滿
- 現像：東京現像所